# Chiesa dei Santi Pietro e Paolo (Neive)
La chiesa dei Santi Pietro e Paolo è la parrocchiale di Neive in provincia di Cuneo, Piemonte. Appartiene alla vicaria delle Valli Belbo e Tinella della diocesi di Alba e risale al XII secolo.

## Storia
Il luogo di culto venne citato per la prima volta nel 1145, ricordato come legato alla canonica della Santa Croce a Mortara e tale resterà sino al 1263. Nel 1325, secondo la modificata giurisdizione ecclesiastica, entrò a far parte della diocesi di Alba e questo generò un contrasto tra Mortara ed Alba su chi sarebbe stato beneficiario delle decime. Nel 1474 la questione si risolse con l'assegnazione della chiesa alla canonica di Santa Maria Nova di Asti, legata ai canonici Lateranensi.
La visita pastorale di monsignor Vincenzo Marino avvenuta nel 1576 la descrisse come inadeguata alle necessità della popolazione. Altre visite pastorali si succedono nel 1577 e nel 1644. Nel 1648 Giovanni Battista Farriano arricchisce con i suoi dipinti ad affresco l'altare del Santissimo Rosario.
Nella seconda metà del XVII secolo e all'inizio del secolo successivo l'edificio fu oggetto di due importanti interventi di restauro che comportarono anche la sua ricostruzione quasi completa. Attorno al 1729 solo la torre campanaria risultava edificata, su progetto di  Francesco Gallo, mentre il resto della struttura era ancora in situazione precaria. La situazione fu sbloccata dall'intervento di Vittorio Amedeo II di Savoia ed entro la metà del secolo la nuova chiesa fu quasi ultimata.
A lavori finiti gli altari vennero assegnati a varie comunità e compagnie e furono anche decorati con stucchi policromi.
Nel 1816 l'edificio venne nuovamente restaurato e modificato nelle sue forme. L'anno successivo, superata la fase delle soppressioni napoleoniche, la chiesa venne reinserita nella diocesi di Alba. Le decorazioni lignee e in tessuto del baldacchino dell'altare furono realizzate dall'intagliatore Conti e dal tessitore Colombier. Una nuova ristrutturazione fu realizzata nel 1859 e nel 1878 gli interni furono arricchiti di altre decorazioni. Nel 1887 fu costruito l'organo. L'ultimo ciclo di lavori è stato realizzato negli anni cinquanta.

## Descrizione

### Esterno
Il prospetto principale ha forme neoclassiche, con suddivisione in due ordini senza frontone nella parte superiore. Il portale principale architravato è affiancato, ai lati, dai due ingressi secondari, anch'essi architravati. Nel secondo ordine sono presenti tre nicchie con statue. 
La torre campanaria si alza in posizione arretrata, sul lato sinistro, affiancata al corpo della chiesa.

### Interno
L'edificio ha grandi dimensioni e la sala è suddivisa in tre navate con separazione realizzata da grandi pilastri decorati e sorreggenti archi a tutto sesto. La zona del presbiterio si raggiunge dalla navata centrale, ed è meno ampia di questa. Gli adeguamenti liturgici degli anni settanta hanno comportato la realizzazione di nuovi arredi lignei.